# Рыбица
Ры́бица (укр. Ри́биця) — левый приток реки Псла, протекающий по Краснопольскому району Сумской области Украины. Длина — 29 км. Площадь водосборного бассейна — 270 км². Уклон реки — 1,7 м/км.

## География
Рыбица начинается в дубовом лесу от нескольких источников, что восточнее пгт Угроеды (Краснопольский район). В верховьях течёт в западном направлении, затем в среднем и нижнем течении в северном направлении через сёла Осоевка и Малая Рыбица. Впадает в реку Псёл в 495 км от его устья восточнее села Великая Рыбица (Краснопольский район). В верховьях запружена, в среднем течении — канализирована.
На протяжении всей длины реки пойма очагами заболочена с тростниковой и луговой растительностью.
В приустьевой части поймы примыкает Миропольский гидрологический заказник местного значения, созданный для охраны поймы Псёла.

## Притоки
Левые: крупных нет; правые: Прикол.